# HD 223444
HD 223444，又名CP-63 4931，SAO 255578、HR 9023，是一颗恒星，视星等为6.59，位于銀經314.54，銀緯-52.88，其B1900.0坐标为赤經23h 44m 21.9s，赤緯-63° -52.88′ 40″。